# Chris Carson
Pour les articles homonymes, voir Carson.
(en) Statistiques sur pro-football-reference
Christopher Dewayne Carson, né le 16 septembre 1994 à Biloxi, est un joueur professionnel américain de football américain évoluant au poste de running back dans la National Football League (NFL).

## Biographie

### Carrière universitaire
Étudiant à l'université d'État de l'Oklahoma, il a joué pour l'équipe des Cowboys durant les saisons 2015 et 2016.

### Carrière professionnelle
Il est sélectionné par la franchise des Seahawks de Seattle, en tant que 249e choix global, lors du septième tour de la draft 2017 de la NFL. Il signe par la suite un contrat de quatre ans avec les Seahawks.
Il intègre l'effectif principal des Seahawks pour le début de la saison 2017 et est même titularisé pour le premier match du calendrier régulier. Lors de la 3e semaine contre les Titans du Tennessee, il marque son premier touchdown dans la NFL après avoir réceptionné une passe du quarterback Russell Wilson. Sa première saison professionnelle est toutefois déraillée par une blessure à la cheville subie la semaine suivante, ce qui met fin à sa saison.
Il revient en force lors de la saison 2018 et s'établit comme le principal running back des Seahawks. Il réalise son premier match d'au moins 100 yards à la course lors de la 3e semaine contre les Cowboys de Dallas. Il cumule les bonnes performances par la suite et termine la saison avec 1 151 yards à la course en plus d'avoir marqué 9 touchdowns.
Il prolonge pour deux ans son contrat avec les Seahawks en mars 2021.

## Statistiques
| Année | Équipe              | MJ |     | Courses | Courses | Courses | Courses |       | Passes réceptionnées | Passes réceptionnées | Passes réceptionnées | Passes réceptionnées |  | Fumbles | Fumbles |
| Année | Équipe              | MJ | Nb. | Yards   | Moy.    | TD      | Nb.     | Yards | Moy.                 | TD                   | Nb.                  | Perdus               |  |         |         |
| 2017  | Seahawks de Seattle | 4  | 49  | 208     | 4,2     | 0       | 7       | 59    | 8,4                  | 1                    | 0                    | 0                    |  |         |         |
| 2018  | Seahawks de Seattle | 14 | 247 | 1 151   | 4,7     | 9       | 20      | 163   | 8,2                  | 0                    | 3                    | 2                    |  |         |         |
| 2019  | Seahawks de Seattle | 15 | 278 | 1 230   | 4,4     | 7       | 37      | 266   | 7,2                  | 2                    | 7                    | 4                    |  |         |         |
| 2020  | Seahawks de Seattle | 12 | 141 | 681     | 4,8     | 5       | 37      | 287   | 7,8                  | 4                    | 1                    | 0                    |  |         |         |